# (233643) 2008 MB1
(233643) 2008 MB1 es un asteroide perteneciente al cinturón de asteroides, descubierto el 27 de junio de 2008 por el equipo del Observatorio Astronómico de Mallorca desde el Observatorio Astronómico de La Sagra, Puebla de Don Fadrique (Granada), España.

## Designación y nombre
Designado provisionalmente como 2008 MB1.

## Características orbitales
(233643) 2008 MB1 está situado a una distancia media del Sol de 3,115 ua, pudiendo alejarse hasta 3,543 ua y acercarse hasta 2,686 ua. Su excentricidad es 0,138 y la inclinación orbital 16,933 grados: emplea 2007,65 días en completar una órbita alrededor del Sol.
Los próximos acercamientos a la órbita de Júpiter ocurrirán el 6 de marzo de 2039, el 23 de junio de 2049 y el 27 de febrero de 2121.

## Características físicas
La magnitud absoluta de (233643) 2008 MB1 es 14,86. Tiene 7,313 km de diámetro y su albedo se estima en 0,052.